# Nastroje (album SBB)
Nastroje – album studyjny polskiej grupy muzycznej SBB. Wydawnictwo ukazało się 5 października 2002 roku nakładem wytwórni muzycznej Jazz'N'Java Records. Płyta została wydana również w wersji rozszerzonej wraz z teledyskiem do utworu „Całkiem spokojne zmęczenie”. Nagrania zostały zarejestrowane w studiu Jazz'N'Java w Koleczkowie we współpracy z producentem muzycznym Maciejem Mierzwińskim. Kompozycje zostały poddane masteringowi w studiu Master & Servant w Hamburgu. Utwór „Star Of Hope” został zadedykowany pamięci Ryszarda Riedla.

## Lista utworów
Opracowano na podstawie materiału źródłowego.
1. „ΜΟΥΣΙΚΗ ΕΝΤΟΣ ΥΜΩΝ, ΜΟΥΣΙΚΗ ΥΠΕΡΑΝΩ ΥΜΩΝ” (Muzyka, która jest w nas, jest ponad nami) (muz. A. Anthimos, sł. Arystoteles) - 01:54
2. „Za nami wieki wojowników” (muz. A. Anthimos, sł. J. Matej) - 04:05
3. „W ogrodzie snu” (muz. J. Skrzek, sł. L. Majewski) - 06:35
4. „Pieśń stojącego w bramie” (muz. J. Skrzek, sł. L. Majewski) - 04:41
5. „Knowing Where You Belong” (muz. B. Wertico, sł. P. Wertico) - 05:08
6. „Pisze to życie scenariusze” (muz. A. Anthimos) - 04:29
7. „...or whatever (drum solo)” (muz. P. Wertico) - 05:13
8. „Całkiem spokojne zmęczenie” (muz. J. Skrzek, sł. T. Pałasz) - 02:37
9. „W oceanie się zanurza Liverpool” (muz. A. Anthimos, J. Skrzek, P. Wertico, sł. J. Matej) - 05:39
10. „Star of hope” (muz. J. Skrzek, sł. T. Sławek) - 06:37
11. „Don't look back” (muz. B. Wertico, P. Wertico) - 09:20
12. „Całkiem spokojne zmęczenie (first mix)” (muz. J. Skrzek, sł. T. Pałasz) - 8:13 (bonus)

## Twórcy
Opracowano na podstawie materiału źródłowego.
- Józef Skrzek – wokal prowadzący, gitara basowa, instrumenty klawiszowe, harmonijka ustna
- Apostolis Anthimos – gitara, instrumenty klawiszowe, instrumenty perkusyjne, gitara basowa
- Paul Wertico – perkusja, instrumenty perkusyjne
- Adam Toczko – inżynieria dźwięku
- Maciej Bogusławski – inżynieria dźwięku
- Maciej Mierzwiński – produkcja muzyczna
- Maciej Lesiński – okładka, oprawa graficzna